# Arquidiocese de Singapura
A Arquidiocese de Singapura (Archidiœcesis Singaporensis) é uma arquidiocese da Igreja Católica situada em Singapura. É fruto da divisão da Arquidiocese de Malaca-Singapura, que transformou-se em duas circunscrições religiosas diferentes, sendo a outra a Diocese de Malaca-Johor, com sede em Johor. Seu atual arcebispo é o Rev. Monsenhor William Goh Seng Chye. Sua Sé é a Catedral do Bom Pastor.

## História
Erigida em 4 de fevereiro de 1558 pelos portugueses, como sufragânea da Arquidiocese de Goa, a Diocese de Malaca, junto com a Diocese de Cochim, formavam a província eclesiástica no Oriente. Tal ereção foi confirmada pela bula Pro excellenti præeminentia.  Em 1838, após as invasões neerlandesas, britânicas e francesas na região, a Diocese foi suprimida, transferida para o vicariato apostólico de Ava e Pegu. Em 1841, foi transformada no vicariato apostólico de Malaca-Singapura. Essa situação persistiu até 1888, quando foi recriada a Diocese de Malaca, agora sufragânea da Arquidiocese de Pondicherry.
Com a reestruturação da Igreja Católica no sudeste asiático, em 19 de setembro de 1953 a Diocese de Malaca foi elevada a Arquidiocese e em 25 de fevereiro de 1955, a Arquidiocese Metropolitana da Malaca-Singapura, com as Dioceses de Kuala Lumpur e Penang como sufragâneas. Em 18 de dezembro de 1972, foi desmembrada a Diocese de Malaca-Johor da Arquidiocese de Singapura, que deixou de ser metropolita, já que não tem uma diocese sufragânea, ficando imediatamente sujeita à Santa Sé.

## Prelados

### Bispos de Malaca (1558-1841)
- Beato Jorge de Santa Luzia, O.P. † (1558 - 1577)
- João Ribeiro Gaio † (1578 - 1601)
- Cristóvão de Sá e Lisboa, O.S.H. † (1604 - 1612)
- Gonçalo da Silva † (1613 - 1632)
- António do Rosário, O.P. † (1637 )
  - Sede vacante (1637-1691)
  - Gregório dos Anjos † (? - 1677)
- António de Santa Teresa, O.F.M. † (1691 - ?)
- Manuel do Santo António, O.P. † (1701 - 1738)
- António de Castro † (1738 - 1743)
- Miguel de Bulhões e Sousa, O.P. † (1746 - 1748)
- Geraldo de São José, O.P. † (1748 - 1760)
  - Sede vacante (1760-1782)
- Alexandre da Sagrada Família Ferreira da Silva, O.F.M. † (1782 - 1785)
  - Sede vacante (1785-1804)
- Francisco de São Dâmaso Abreu Vieira, O.F.M. † (1804 - 1815)
  - Sede vacante (1815-1838)
  - Sé suprimida (1838-1841)

### Bispos-Vigários de Sião Oriental
- Jean-Paul-Hilaire-Michel Courvezy, M.E.P. † (1841 - 1844)
- Jean-Baptiste Boucho, M.E.P. † (1845 - 1871)
- Michel-Esther Le Turdu, M.E.P. † (1871 - 1877)
- Edouard Gasnier, M.E.P. † (1878 - 1888)

### Bispos de Malaca (1888-1953)
- Edouard Gasnier, M.E.P. † (1888 - 1896)
- René-Michel-Marie Fée, M.E.P. † (1896 - 1904)
- Marie-Luc-Alphonse-Emile Barillon, M.E.P. † (1904 - 1933)
- Adrien Pierre Devals, M.E.P. † (1933 - 1945)
- Michel Olçomendy, M.E.P. † (1947 - 1953)

### Arcebispos de Singapura
- Michel Olçomendy, M.E.P. † (1953 - 1977)
- Gregory Yong Sooi Ngean † (1977 - 2000)
- Nicholas Chia Yeck Joo † (2001 - 2013)
- William Goh Seng Chye (desde 2013)